# Bogatynia
Bogatynia là một thị trấn thuộc Zgorzelecki, tỉnh Dolnośląskie ở miền tây nam Ba Lan. Thị trấn có diện tích 60 km². Đến ngày 1 tháng 1 năm 2011 dân số của thị trấn là 18591 người và mật độ 310 người/km².